# Kanumarathon-Weltmeisterschaften 2023
Die 30. Kanumarathon-Weltmeisterschaften fanden vom 31. August bis 3. September 2023 im dänischen Vejen statt. Der austragende Verband war die ICF.
Die Länge der Strecke betrug je nach Wettbewerb 3,4 km, 14,4 km, 24,3 km oder 27,6 km.
Es wurden sechs Wettbewerbe für Männer und fünf Wettbewerbe für Frauen ausgetragen.

## Medaillengewinner

### Herren

#### Canadier
| Disziplin     | Gold                                       | Zeit         | Silber                               | Zeit         | Bronze                                | Zeit         |
| ------------- | ------------------------------------------ | ------------ | ------------------------------------ | ------------ | ------------------------------------- | ------------ |
| C1            | Spanien Manuel Antonio Campos              | 1:43:35,11 h | Ungarn Marton Kover                  | 1:43:35,67 h | Spanien Manuel Garrido Barbosa        | 1:44:00,00 h |
| C1 Short Race | Spanien Manuel Antonio Campos              | 16:34,89 min | Polen Mateusz Zuchora                | 16:44,55 min | Polen Mateusz Borgiel                 | 16:51,98 min |
| C2            | Spanien Manuel Antonio Campos Diego Romero | 1:37:29,06 h | Spanien Fernando Busto Diego Miguéns | 1:37:41,21 h | Polen Mateusz Borgiel Mateusz Zuchora | 1:38:05,63 h |

#### Kajak
| Disziplin     | Gold                                   | Zeit         | Silber                                | Zeit         | Bronze                          | Zeit         |
| ------------- | -------------------------------------- | ------------ | ------------------------------------- | ------------ | ------------------------------- | ------------ |
| K1            | Dänemark Mads Pedersen                 | 1:57:57,48 h | Südafrika Andrew Birkett              | 2:00:29,33 h | Norwegen Eivind Vold            | 2:00:30,20 h |
| K1 short race | Portugal Fernando Pimenta              | 14:14,32 min | Dänemark Mads Pedersen                | 14:15,85 min | Norwegen Eivind Vold            | 14:28,66 min |
| K2            | Portugal José Ramalho Fernando Pimenta | 1:54:35,11 h | Frankreich Quentin Urban Jérémy Candy | 1:54:35,89 h | Norwegen Eivind Vold Amund Vold | 1:54:36,42 h |

### Damen

#### Canadier
| Disziplin     | Gold                   | Zeit         | Silber                   | Zeit         | Bronze                     | Zeit         |
| ------------- | ---------------------- | ------------ | ------------------------ | ------------ | -------------------------- | ------------ |
| C1            | Ukraine Ljudmyla Babak | 1:18:49,00 h | Ukraine Olena Tsyhankova | 1:20:10,24 h | Polen Paulina Grzelkiewicz | 1:22:0,90 h  |
| C1 short race | Ungarn Zsófia Kisbán   | 18:49,34 min | Ukraine Ljudmyla Babak   | 19:16,47 min | Ukraine Olena Tsyhankova   | 19:42,64 min |

#### Kajak
| Disziplin     | Gold                              | Zeit         | Silber                                | Zeit         | Bronze                           | Zeit         |
| ------------- | --------------------------------- | ------------ | ------------------------------------- | ------------ | -------------------------------- | ------------ |
| K1            | Ungarn Vanda Kiszli               | 1:56:58,34 h | Schweden Melina Andersson             | 1:58:50,10 h | Südafrika Christie MacKenzie     | 1:59:05, h   |
| K1 short race | Schweden Melina Andersson         | 15:55,88 min | Spanien Estefania Fernández           | 15:56,65 min | Spanien Eva Barrios              | 16:04,08 min |
| K2            | Ungarn Vanda Kiszli Emese Kőhalmi | 1:53:31,57 h | Spanien Tania Fernández Tania Álvarez | 1:53:32,00 h | Ungarn Csilla Rugási Panna Csépe | 1:53:32,45 h |

## Medaillenspiegel
| Rang   | Nation     | Gold | Silber | Bronze | Gesamt |
| ------ | ---------- | ---- | ------ | ------ | ------ |
| 1      | Spanien    | 3    | 2      | 2      | 7      |
| 2      | Ungarn     | 3    | 2      | 1      | 6      |
| 3      | Portugal   | 2    | 0      | 0      | 2      |
| 4      | Ukraine    | 1    | 2      | 1      | 4      |
| 5      | Dänemark   | 1    | 1      | 0      | 2      |
| 5      | Schweden   | 1    | 1      | 0      | 2      |
| 7      | Polen      | 0    | 1      | 3      | 4      |
| 8      | Südafrika  | 0    | 1      | 1      | 2      |
| 9      | Frankreich | 0    | 1      | 0      | 1      |
| 10     | Norwegen   | 0    | 0      | 3      | 3      |
| Gesamt | Gesamt     | 11   | 11     | 11     | 33     |